# Sidonie av Böhmen
Sidonie av Böhmen, född 1449, död 1510, var hertiginna av Sachsen-Lauenburg 1464–1500. Hon gifte sig 1540 med hertig Albrekt III av Sachsen-Meissen.
Hon är känd för sitt motstånd mot krig. Hon grundade 1495 Heliga lansens fest. Flera brev är bevarade där hon ingrep till förmån för fångar.  